# Spaarne Gasthuis
Het Spaarne Gasthuis is een ziekenhuis-organisatie in het zuidwesten van de Nederlandse provincie Noord-Holland, gevormd door fusie van het Kennemer Gasthuis (KG) en het Spaarne Ziekenhuis. De bestuurlijke fusie vond plaats op 1 mei 2014, de juridische regeling ging in met ingang van 22 maart 2015. De beide ziekenhuisinstellingen werkten al samen in het Linnaeusinstituut.
Het Spaarne Gasthuis is vooral bedoeld voor de bewoners van het verzorgingsgebied bestaande uit de gemeenten uit Zuid-Kennemerland, het noorden van de Zuid-Hollandse Bollenstreek en omgeving Haarlemmermeer.
Het Gasthuis had anno december 2020 beschikking over 626 bedden en had 4.067 werknemers, waarvan 2.951 zorg gerelateerd in dienst. In 2015 had het 37.702 klinische opnames. Het ziekenhuis beschikt over een eigen leerhuis, de 'Spaarne Gasthuis Academie', waar in 2020 259 stagiairs, 155 leerling verpleegkundige en 24 wetenschappelijke stagestudenten werden begeleid.

## Locaties
Er zijn drie vestigingen:
- Spaarne Gasthuis - Haarlem-Noord, Vondelweg 999, Haarlem
- Spaarne Gasthuis - Haarlem-Zuid, Boerhaavelaan 22, Haarlem
- Spaarne Gasthuis - Hoofddorp, Spaarnepoort 1, Hoofddorp

Verder zijn er poliklinieken in Hillegom, Nieuw-Vennep en Velsen-Noord. 

### Haarlem-Zuid
De locatie Haarlem-Zuid is ontstaan in 1991 uit een fusie van het Elisabeth Gasthuis (EG) in Schalkwijk, het Joannes de Deo ziekenhuis in Haarlem en het Zeeweg Ziekenhuis in IJmuiden. Het nieuw gevormde ziekenhuis, dat verder ging onder de naam Kennemer Gasthuis, werd gevestigd op de locatie van het Elisabeth Gasthuis dat in 1973 al naar deze locatie was verhuisd. sinds maart 2015 is het ziekhuis onderdeel van het Spaarne Gasthuis en vormt het een van de twee hoofdlocaties van het ziekenhuis.
Dit ziekenhuis zal vanaf 2020 gefaseerd plaatsmaken voor een nieuw ziekenhuis op de hoek van de Europaweg en Boerhaavelaan. Het huidige gebouw voldoet niet meer aan de gestelde eisen. De intentieovereenkomst werd hiervoor ondertekend in 2018 en in februari werd de anterieure overeenkomst getekend.

### Haarlem-Noord
In het begin van de 21e eeuw werd een nieuwe vestiging gebouwd in Haarlem-Noord. Na de opening hiervan in 2006 werden het Zeeweg Ziekenhuis in IJmuiden en het Johannes de Deoziekenhuis in Haarlem gesloten.

### Heemstede
Het Spaarne Gasthuis in Heemstede is een voormalige locatie van het ziekenhuis. Het werd op 1 juni 1973 in gebruik genomen, toen nog als diaconessenhuis. Het ziekenhuis verliet het gebouw in februari 2020. In Heemstede waren tot dan toe nog poliklinieken en afdelingen voor dagbehandeling. De patiënten moesten in het vervolg naar Schalkwijk of Hoofddorp.